# Barco dragón

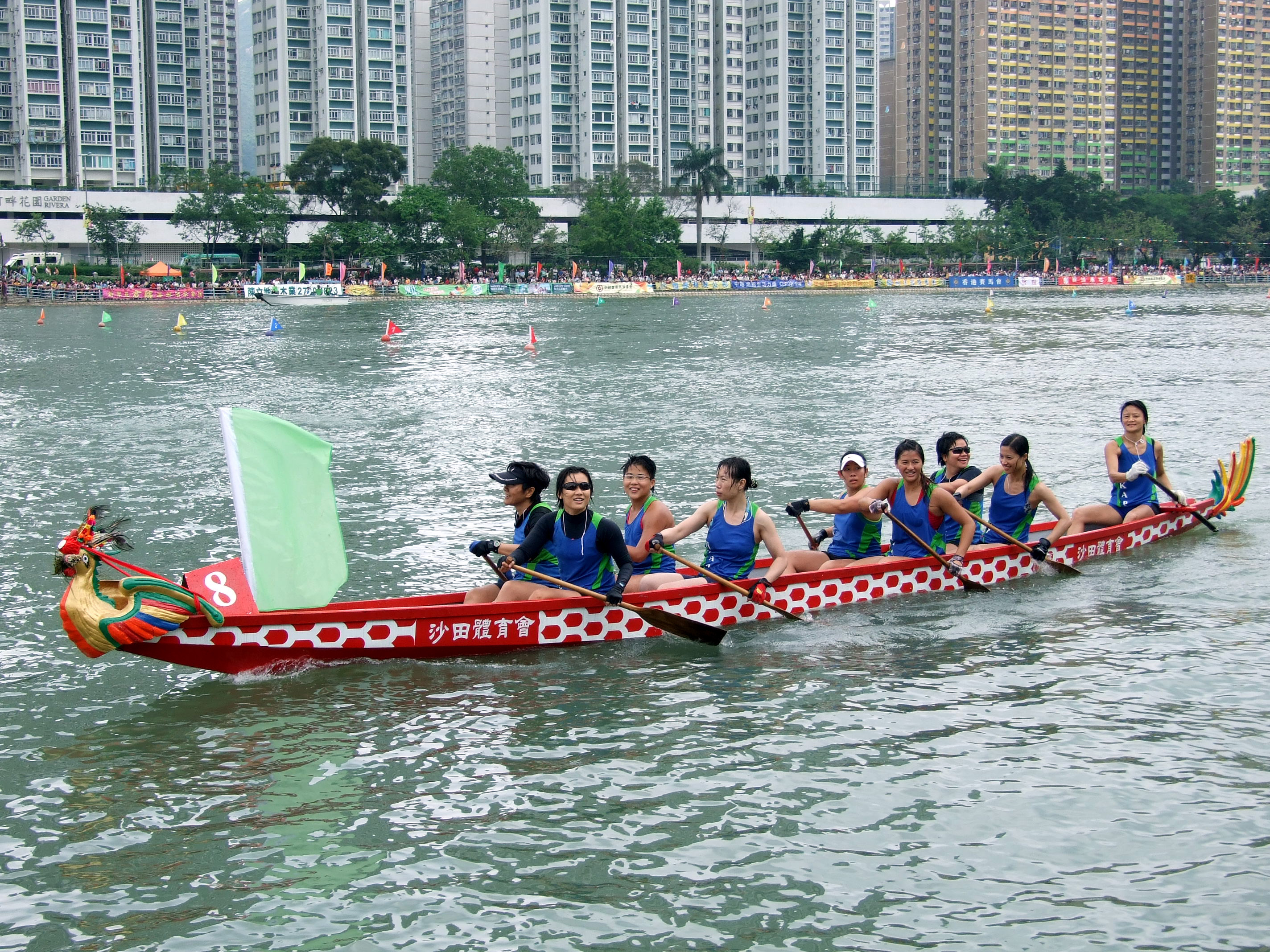
Un barco dragón en una tradicional carrera, en China.

El barco dragón (dragon boat en idioma inglés) es una embarcación cuya tripulación está compuesta de 12 o 22 palistas (DB12 y DB22), donde uno de ellos es el tambor, que dirige el ritmo de palada, y otro es el timonel, que lleva la dirección del barco.
Es una modalidad de piragüismo de origen chino, con más de 2000 años de antigüedad. Se encuentra plenamente extendido por toda Asia, Norte-América, Oceanía y cada vez más en Europa, África y Sudamérica.

## Características
Según la tradición, se deben utilizar embarcaciones adornadas con una cabeza de dragón en la proa y una cola del mismo animal en la popa. Todos los palistas deben acompasar las paladas al ritmo que marquen los marcas, es decir, los palistas que ocupan la primera banca. En la proa de la embarcación se sitúa un tambor que señala el ritmo de paleo  establecido por los marcas, mientras que en la popa se sitúa un timonel encargado de llevar la dirección del barco.
Sus competiciones se desarrollan sobre las distancias de 200, 500 y 2000 metros, que es la competición de fondo. En las distancias cortas compiten en calles similares a las de un campo de regatas de Sprint, y las de fondo se realizan con giro en ciaboga.